# Annelize Naudé
Annelize Naudé (* 1. Januar 1977 in Kempton Park, Südafrika) ist eine ehemalige niederländische Squashspielerin, die bis 2000 für ihr Geburtsland Südafrika spielte.

## Karriere
Annelize Naudé wuchs in Kempton Park, Südafrika, auf und begann im Alter von neun Jahren mit dem Squashsport. In ihrer Zeit als Juniorenspieler gewann sie mehrere nationale Titel, ehe sie mit ihrer Familie nach Amsterdam in den Niederlanden auswanderte. Im Jahr 2000 erhielt sie die niederländische Staatsbürgerschaft und trat auch fortan für die Niederlande an. Bereits 1996 hatte sie ihre Profikarriere begonnen und gewann im Laufe dieser sechs Titel auf der WSA World Tour. Ihre beste Platzierung in der Weltrangliste erreichte sie mit Rang 13 im Januar 2006. 2002, 2005 und 2007 erreichte sie mit dem Achtelfinale jeweils ihr bestes Resultat im Einzel bei einer Weltmeisterschaft. Mit der niederländischen Nationalmannschaft nahm sie 1998, 2000, 2002, 2004, 2006, 2008 und 2010 an der Weltmeisterschaft teil. Mit dieser wurde sie außerdem 2010 Europameister. Im Jahr 2000 gewann sie die südafrikanische Meisterschaft, in den Jahren 2004 und 2008 wurde sie niederländische Meisterin.
Im Dezember 2010 beendete sie ihre Karriere. Seit ihrem Rücktritt arbeitet sie unter dem Namen DJ Nudie als DJ. Vor ihrem Umzug nach Amsterdam absolvierte sie von 1997 bis 2000 ein Bachelorstudium in Sportmanagement in Johannesburg. Zwischen Oktober 2010 und Oktober 2012 erwarb sie ein SAE Diploma des SAE Institutes.

## Erfolge
- Europameister mit der Mannschaft: 2010
- Gewonnene WSA-Titel: 6
- Niederländischer Meister: 2004, 2008
- Südafrikanischer Meister: 2000